# Pensalvos
Pensalvos ist ein Ort und eine ehemalige Gemeinde (Freguesia) im portugiesischen Kreis (Concelho) von Vila Pouca de Aguiar. In ihr leben 278 Einwohner (Stand 30. Juni 2011). 
Im Zuge der Gebietsreform vom 29. September 2013 wurde Pensalvos mit der Gemeinde Parada de Monteiros zur Gemeinde União das Freguesias de Pensalvos e Parada de Monteiros zusammengelegt. Pensalvos wurde Sitz der neuen Verwaltung.

## Verwaltung
Pensalvos war Sitz einer gleichnamigen Gemeinde (Freguesia). In der Gemeinde lagen folgende Ortschaften:
- Cabanes
- Pensalvos
- Soutelo de Matos